# Sophia Carolina van Brandenburg-Bayreuth

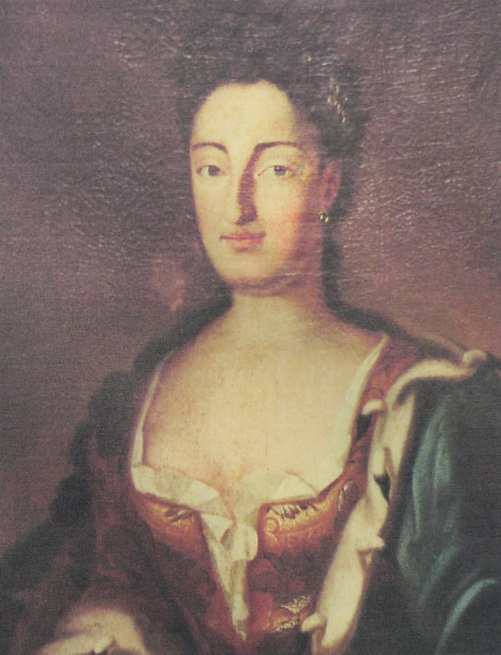
Sophia Carolina van Brandenburg-Bayreuth

Sophia Carolina van Brandenburg-Bayreuth (Weferlingen, 31 maart 1705 - Slot Sorgenfri, 7 juni 1764) was een prinses van Brandenburg-Bayreuth uit de jongere linie van de Frankische Hohenzollern.
Zij was het dertiende kind van Christiaan Hendrik van Brandenburg-Bayreuth en Sophia Christina van Wolfstein. Op 8 december 1723 trouwde ze te Pretzsch met rijksvorst George Albrecht van Oost-Friesland. Als huwelijksgeschenk ontving zij van haar man het domein Fürstinnen-Grashaus in Carolinensiel dat overigens naar haar werd genoemd, waarvan zij tot haar dood een inkomen verkreeg. Het huwelijk was overigens weinig vreugdevol. Haar man had een verhouding met haar Poolse hofdame. Het huwelijk bleef kinderloos. Sophia Carolina was bijzonder vroom en publiceerde een aantal geestelijke gedichten.
Na het overlijden van haar man, verhuisde ze - op uitnodiging van haar zuster koningin Sophia Magdalena van Denemarken - naar Denemarken, waar zij haar intrek nam in Slot Sorgenfri, dat de Deense koninklijke familie even daarvoor had verworven. Hier woonde ze de rest van haar leven. Ze werd begraven in de Dom van Roskilde.